# Operação unária
Na matemática uma operação unária ou 1-ária, é uma operação com apenas um operando. Uma operação unária é uma função com somente uma variável de entrada.

## Notações
Há três notações comuns para representar uma operação unária:
- Notação prefixa. Denota-se [operação]([operando]) (os parênteses podem ser omitidos se não houver ambigüidade). Ex:

O oposto de um número real (−): −a;
A negação lógica (¬): ¬P;
A raiz quadrada de um número real (√):  √a.
- Notação posfixa. Denota-se ([operando])[operação]. Ex:

O fatorial de um número natural (!): n!;
O quadrado de um número real (2): a2
O inverso de um número real (-1): a-1;
- Outras notações:

O módulo de um número real (| |): |a|
Funções: sen(x), cos(x), ln(x), f(x);
Na lógica dos circuitos digitais, a negação de A é representada por {\displaystyle {\overline {A}}.}

## Operação unária em programação
Eis alguns exemplos de operações unárias na linguagem C:
- Endereçamento: &x;
- Incremento e decremento: ++i ou i++; −−i ou i−−;
- Negação lógica: !x;
- Complemento: ~x.